# Dypsis laevis
Dypsis laevis är en enhjärtbladig växtart som beskrevs av John Dransfield. Dypsis laevis ingår i släktet Dypsis och familjen Arecaceae. IUCN kategoriserar arten globalt som akut hotad. Inga underarter finns listade i Catalogue of Life.